# Купянск-Узловой
Ку́пянск-Узлово́й (укр. Ку́п'янськ-Вузлови́й, также простореч. Узлы́, Узлова́я) — посёлок в Купянской городской общине Купянского района Харьковской области Украины.

## Географическое положение
Посёлок городского типа Купянск-Узловой находится на левом берегу реки Оскол в месте впадения в неё реки Лозоватка, выше по течению близ локомотивного депо граничит с городом Купянск; в 1,5 км от центра посёлка находится заводской посёлок «Трубный», ниже по течению на расстоянии в 2,5 км расположен посёлок городского типа Ковшаровка, на противоположном берегу — село Осиново. Выше по течению реки Лозоватка примыкает село Куриловка.

## История
Основан в 1895 году после сдачи в эксплуатацию железнодорожной линии Балашов — Харьков. Его история тесно связана с историей Купянска.
В 1896 году была открыта железнодорожная ветка Белгород — Волчанск, в 1901 году закончилось строительство ж. д. линии Купянск — Волчанск, таким образом образовав ветку Белгород — Купянск (с 1991 года разделённой государственной границей). В семи верстах от города начал строиться железнодорожный узел. На месте хутора Лотниковка (прежде — Лотниковского) был построен посёлок железнодорожников Купянск-Узловой.
Во время Великой Отечественной войны с конца июня 1942 по 3 февраля 1943 года пгт находился под немецкой оккупацией.
В 1956 году здесь был построен клуб с залом на 600 мест (архитектор Н. В. Варакин).
В начале 1970х годов здесь действовали комбинат стройматериалов и предприятия по обслуживанию железнодорожного транспорта.
В январе 1989 года численность населения составляла 13 196 человек, по данным переписи 2001 года — 9789 человек, на 1 января 2013 года — 8989 человек.
В 2009 году открыт новый железнодорожный вокзал.
14 января 2010 года викарий Харьковской епархии архиепископ Изюмский Онуфрий (Лёгкий) освятил построенный Свято-Покровский храм.
Город Купянск в Харьковской области российская армия заняла 27 февраля 2022 года. Населённый пункт перешел под контроль ВС РФ практически без боев.
Посёлок Купянск-Узловой был освобождён 16 сентября спецподразделением Главного управления разведки Минобороны KRAKEN, о чëм сообщила пресс-службы ГУР МО Украины

## Экономика
- Купянская путевая машинная станция № 133.
- Купянск-Узловая дистанция пути № 15.
- Купянское строительно-монтажное эксплуатационное управление № 4.
- Купянская дистанция сигнализации и связи № 12.
- Эксплуатационное вагонное депо Купянск № 4.
- Ремонтное вагонное депо Купянск № 12.
- Локомотивное депо Купянск № 15.
- Станция Купянск-Сортировочный.
- Купянский силикатный завод.

## Транспорт

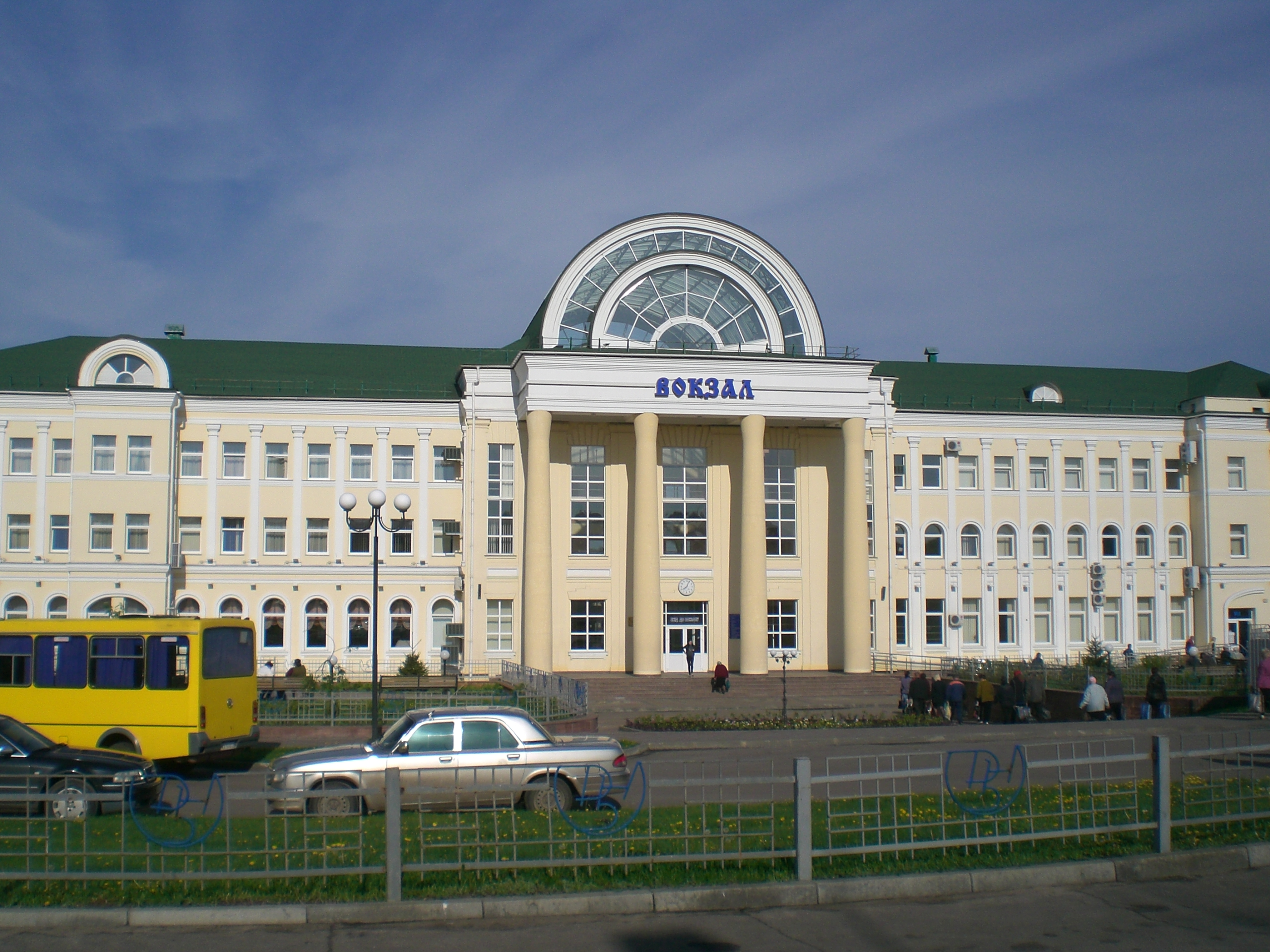
Вокзал

Крупный железнодорожный узел, станции Купянск-Узловой, Купянск-Сортировочный, остановочные пункты пригородных поездов Купянск-Сортировочный, Парк Восточных прибытий.
Купянск-Узловой связан железной дорогой со станциями Харьков, Валуйки, Святогорск, Белгород, Попасная, Купянск-Южный.

## Объекты социальной сферы
- Детский сад № 1 Солнышко.
- Учебно-воспитательный комплекс № 3.
- Дом науки и техники.
- Купянск-Узловская дорожная поликлиника, терапевтическое отделение.
- Спортивный комплекс «Локомотив» (бассейн, стадион, поле для мини-футбола).

## Достопримечательности
- Мемориал воинам Великой Отечественной войны.
- Памятник неизвестному солдату.
- Памятник железнодорожникам.
- Паровоз-памятник (на территории локомотивного депо).

## Религия
- Свято-Покровский храм.